# Championnat de France de poursuite
Le championnat de France de poursuite est l'une des épreuves au programme des championnats de France de cyclisme sur piste.
L'épreuve est disputée par les hommes et les femmes. Elle est au programme depuis 1941 chez les hommes et 1958 chez les femmes. C'est le 3 août 1941, qu'a lieu à Reims le premier championnat de France de poursuite.
La distance est de 4 kilomètres pour les élites hommes. Depuis 2025, elle est également de 4 kilomètres pour les élites femmes, contre 3 kilomètres auparavant.

## Palmarès masculin

### Élites
| Année   | Vainqueur               | Deuxième               | Troisième               |
| ------- | ----------------------- | ---------------------- | ----------------------- |
| 1941    | Louis Aimar             | Émile Idée             | Adolphe Prat            |
| 1942    | Louis Aimar             | Émile Idée             | Paul Giguet             |
| 1943    | Adolphe Prat            | Charles Berty.         | André Blanchet          |
| 1944    | André Blanchet          | Aimé Landrieux         | Adolphe Prat            |
| 1945    | André Blanchet          | André Deforge          | Adolphe Prat            |
| 1946    | Roger Piel              | André Blanchet         | Adolphe Prat            |
| 1947    | Émile Carrara           | Aimé Landrieux         | Maurice Le Boulch       |
| 1948    | Roger Rioland           | Aimé Landrieux         | Paul Giguet             |
| 1949    | Roger Piel              | Roger Le Nizerhy       | Charles Coste           |
| 1950    | Roger Piel              | Roger Le Nizerhy       | Paul Matteoli           |
| 1950    | Paul Matteoli           | Roger Le Nizerhy       | Pierre Adam             |
| 1950    | Paul Matteoli           | Roger Le Nizerhy       | Roger Piel              |
| 1951    | Paul Matteoli           | Roger Piel             | Roger Rioland           |
| 1951    | Paul Matteoli           | Roger Piel             |                         |
| 1951    | Paul Matteoli           | Roger Rioland          |                         |
| 1951    | Paul Matteoli           | Jacques Dupont         |                         |
| 1951    | Roger Rioland           | Paul Matteoli          |                         |
| 1952    | Roger Rioland           | Paul Matteoli          |                         |
| 1952    | Henri Andrieux          | Roger Rioland          |                         |
| 1953    | Henri Andrieux          | Roger Rioland          |                         |
| 1953    | Henri Andrieux          | Roger Hassenforder     |                         |
| 1954    | Henri Andrieux          | Paul Matteoli          |                         |
| 1954    | Roger Hassenforder      | Henri Andrieux         |                         |
| 1954    | Roger Hassenforder      | Claude Le Ber          |                         |
| 1955    | Henri Andrieux          | Roger Hassenforder     |                         |
| 1955    | Claude Le Ber           | Henri Andrieux         |                         |
| 1955    | Isaac Vitré             | Claude Le Ber          |                         |
| 1955    | Jacques Anquetil        | Isaac Vitré            |                         |
| 1956    | Jacques Anquetil        | Henri Andrieux         |                         |
| 1956    | Jacques Anquetil        | Isaac Vitré            |                         |
| 1957    | Roger Rivière           | Jacques Anquetil       | Pierre Brun             |
| 1958    | Albert Bouvet           | Roger Rivière          | Isaac Vitré             |
| 1959    | Albert Bouvet           | Jacques Bellenger      | Isaac Vitré             |
| 1960    | Albert Bouvet           | Joseph Velly           | Philippe Gaudrillet     |
| 1961    | Joseph Velly            | Albert Bouvet          | Philippe Gaudrillet     |
| 1962    | Albert Bouvet           | Joseph Velly           | Marcel Delattre         |
| 1963    | Albert Bouvet           | Joseph Velly           | Michel Nédélec          |
| 1964    | Marcel Delattre         | Joseph Velly           | Claude Valdois          |
| 1965    | Michel Nédélec          | Jean Dupont            | Marcel Delattre         |
| 1966    | Charly Grosskost        | Camille Le Menn        | Michel Nédélec          |
| 1967    | Charly Grosskost        | Jacques Anquetil       | Camille Le Menn         |
| 1968    | Charly Grosskost        | Jean Sadot             | Bernard Guyot           |
| 1969    | Charly Grosskost        | Roger Pingeon          | Georges Chappe          |
| 1970    | Charly Grosskost        | Gérard Moneyron        | Bernard Thévenet        |
| 1971-72 | pas organisé            |                        |                         |
| 1973    | Daniel Rebillard        | Henri-Paul Fin         | Joseph Carletti         |
| 1974    | Charly Grosskost        | Daniel Rebillard       | Henri-Paul Fin          |
| 1975    | Bernard Hinault         | Gérard Moneyron        | Bernard Croyet          |
| 1976    | Bernard Hinault         | Patrick Cluzaud        | Bernard Quilfen         |
| 1977    | Yves Hézard             | Christian Muselet      | Bernard Croyet          |
| 1978    | Jacques Bossis          | Bernard Vallet         | Patrick Hosotte         |
| 1979    | pas organisé            |                        |                         |
| 1980    | Patrick Hosotte         | Jacques Bossis         | Joël Gallopin           |
| 1981    | Alain Bondue            | Régis Clère            | Pascal Poisson          |
| 1982    | Alain Bondue            | Pierre-Henri Menthéour | Pascal Jules            |
| 1983    | pas organisé            |                        |                         |
| 1984    | Gilbert Duclos-Lassalle | Bernard Vallet         | Régis Clère             |
| 1985    | Alain Bondue            | Régis Clère            | Philippe Louviot        |
| 1986    | Alain Bondue            | Joël Pelier            | Didier Garcia           |
| 1987    | Jean-Claude Colotti     | Laurent Biondi         | Gilbert Duclos-Lassalle |
| 1988    | Thierry Marie           | Régis Clère            | Laurent Biondi          |
| 1989-91 | épreuve amateur         |                        |                         |
| 1992    | Philippe Ermenault      | Pascal Potié           | Jean-Yves Mançais       |
| 1993    | Philippe Ermenault      | Eddy Seigneur          | Francis Moreau          |
| 1994    | Philippe Ermenault      | Francis Moreau         | Samuel Renaux           |
| 1995    | Philippe Ermenault      | Francis Moreau         | Cyril Bos               |
| 1996    | Philippe Ermenault      | Cyril Bos              | Jérôme Neuville         |
| 1997    | Philippe Ermenault      | Jérôme Neuville        | Franck Perque           |
| 1998    | Francis Moreau          | Philippe Ermenault     | Jérôme Neuville         |
| 1999    | Philippe Ermenault      | Francis Moreau         | Jérôme Neuville         |
| 2000    | Philippe Gaumont        | Jérôme Neuville        | Philippe Ermenault      |
| 2001    | Jérôme Neuville         | Damien Pommereau       | Cyril Bos               |
| 2002    | Philippe Gaumont        | Jérôme Neuville        | Cyril Bos               |
| 2003    | Jérôme Neuville         | Franck Perque          | Fabien Sanchez          |
| 2004    | Fabien Sanchez          | Anthony Langella       | Damien Monier           |
| 2005    | Damien Monier           | Fabien Sanchez         | Jonathan Mouchel        |
| 2006    | Jonathan Mouchel        | François Lamiraud      | Sébastien Thomas        |
| 2007    | Fabien Sanchez          | Benoît Daeninck        | Sébastien Thomas        |
| 2008    | Damien Monier           | Maxime Bouet           | Fabien Sanchez          |
| 2009    | Damien Gaudin           | Julien Duval           | Jérôme Cousin           |
| 2010    | Damien Gaudin           | Julien Morice          | Julien Duval            |
| 2011    | Matthieu Ladagnous      | Julien Morice          | Damien Gaudin           |
| 2012    | Damien Gaudin           | Kévin Labèque          | Julien Duval            |
| 2013    | Julien Duval            | Julien Morice          | Thomas Boudat           |
| 2014    | Julien Morice           | Thomas Boudat          | Marc Fournier           |
| 2015    | Sylvain Chavanel        | Julien Morice          | Corentin Ermenault      |
| 2016    | Sylvain Chavanel        | Corentin Ermenault     | Thomas Denis            |
| 2017    | Corentin Ermenault      | Sylvain Chavanel       | Julien Morice           |
| 2018    | Corentin Ermenault      | Sylvain Chavanel       | Aurélien Costeplane     |
| 2019    | Corentin Ermenault      | Thomas Denis           | Louis Pijourlet         |
| 2020    | Pas organisé            |                        |                         |
| 2021    | Corentin Ermenault      | Valentin Tabellion     | Louis Pijourlet         |
| 2022    | Corentin Ermenault      | Hugo Pommelet          | Nicolas Hamon           |
| 2023    | Benjamin Thomas         | Corentin Ermenault     | Valentin Tabellion      |
| 2024    | Benjamin Thomas         | Corentin Ermenault     | Thomas Denis            |
| 2025    | Louis Pijourlet         | Erwan Besnier          | Ellande Larronde        |

### Amateurs
| Année | Vainqueur            | Deuxième             | Troisième            |
| ----- | -------------------- | -------------------- | -------------------- |
| 1946  | Roger Rioland        | Verviale             |                      |
| 1947  | Charles Coste        | Robert Desbats       |                      |
| 1948  | Jacques Dupont       | Charles Coste        |                      |
| 1950  | Henri Andrieux       | L. Giudice           |                      |
| 1951  | Henri Andrieux       | Roger Bertaz         |                      |
| 1952  | Henri Andrieux       | Isaac Vitré          |                      |
| 1953  | Isaac Vitré          | Pierre Brun          |                      |
| 1954  | André Le Dissez      | Pierre Brun          |                      |
| 1955  | Pierre Brun          | Roger Rivière        | Isaac Vitré          |
| 1956  | Roger Rivière        | Philippe Gaudrillet  | Isaac Vitré          |
| 1957  | Philippe Gaudrillet  | Guy Claud            |                      |
| 1958  |                      |                      | Isaac Vitré          |
| 1959  |                      |                      | Isaac Vitré          |
| 1963  | Abel Le Dudal        |                      |                      |
| 1972  | Bernard Darmet       | Michel Zuccarelli    | Jacques Bossis       |
| 1974  | Bernard Hinault      | Paul Bonno           | Maximilien Mongeard  |
| 1975  | Paul Bonno           | Maximilien Mongeard  | Jean-Jacques Rebière |
| 1976  | Jean-Jacques Rebière | Jean-Marcel Brouzes  | Christian Muselet    |
| 1977  | Jean-Jacques Rebière | Jean-Marc Nozahic    | Paul Bonno           |
| 1978  | Jean-Jacques Rebière | Alain Bondue         | Patrick Lagrange     |
| 1979  | Alain Bondue         | Jean-Jacques Rebière | Pascal Poisson       |
| 1980  | Alain Bondue         | Jean-Jacques Rebière | Philippe Chevallier  |

### Espoirs
| Année | Vainqueur          | Deuxième        | Troisième         |
| ----- | ------------------ | --------------- | ----------------- |
| 1998  | Franck Perque      |                 |                   |
| 1999  | Damien Pommereau   |                 |                   |
| 2000  | Alexis Mingot      |                 |                   |
| 2001  | Grégory Bernard    |                 |                   |
| 2002  | Fabien Sanchez     |                 |                   |
| 2003  | Damien Monier      |                 |                   |
| 2004  | Matthieu Ladagnous |                 |                   |
| 2005  | Fabrice Jeandesboz |                 |                   |
| 2006  | Damien Gaudin      |                 |                   |
| 2007  | Damien Gaudin      |                 |                   |
| 2008  | Jérôme Cousin      | Arnaud Depreeuw | Jonathan Balbuena |
| 2009  | Jérôme Cousin      | Nicolas Giulia  | Bryan Nauleau     |
| 2010  | Nicolas Giulia     | Kévin Labèque   | Emmanuel Kéo      |
| 2011  | Fabien Le Coguic   | Kévin Labèque   | Jules Pijourlet   |
| 2012  | Kévin Labèque      |                 |                   |

### Juniors
| Année | Vainqueur                 | Deuxième                 | Troisième           |
| ----- | ------------------------- | ------------------------ | ------------------- |
| 1976  | Alain Bondue              |                          |                     |
| 1977  | Alain Bondue              | Hugues Grondin           | Jean-Pierre Harment |
| 1978  | Jean-Charles Perelli      | Pierre-Henri Menthéour   | Jean-Pierre Harment |
| 1979  | Philippe Chevallier       |                          |                     |
| 1981  | Pascal Carrara            |                          |                     |
| 1997  | Sylvain Chavanel          |                          |                     |
| 1998  | Yohan Bouteloup           |                          |                     |
| 1999  | William Bonnet            |                          |                     |
| 2000  | William Bonnet            | Nicolas Rousseau         | Ludovic Fraioli     |
| 2001  | Kévin Gouellain           |                          |                     |
| 2002  | Matthieu Ladagnous        |                          |                     |
| 2003  | Jonathan Mouchel          | Maxime Bouet             | Damien Gaudin       |
| 2004  | Maxime Bouet              | Guillaume Argouarch      | David Morreau       |
| 2005  | Vincent Dauga             |                          |                     |
| 2006  | Alexandre Lemair          |                          |                     |
| 2007  | Jérôme Cousin             |                          |                     |
| 2008  | Emmanuel Kéo              | Julien Duval             | Jérémie Souton      |
| 2009  | Julien Morice             | Bryan Coquard            | Jules Pijourlet     |
| 2010  | Bryan Coquard             | Pierre-Henri Lecuisinier | Kévin Lesellier     |
| 2011  | Kévin Lesellier           | Olivier Le Gac           | Marc Fournier       |
| 2012  | Thomas Boudat             | Maxime Piveteau          | Marc Fournier       |
| 2013  | Corentin Ermenault        | Clément Barbeau          | Vincent Ginelli     |
| 2014  | Corentin Ermenault        | Adrien Garel             | Valentin Madouas    |
| 2015  | Thomas Denis              | Romain Neboit            | Aurélien Costeplane |
| 2016  | Valentin Tabellion        | Clément Davy             | Rémi Huens          |
| 2017  | Florentin Lecamus-Lambert | Rémi Huens               | Valentin Tabellion  |
| 2018  | Antonin Corvaisier        | Victor Cambaud-Pinon     | Adrien Baron        |
| 2019  | Clément Lecerf            | Mathis Ducruet           | Lucas Segui         |
| 2020  | Pas organisé              |                          |                     |
| 2021  | Eddy Le Huitouze          | Alexandre Boxe           | Hugo Pommelet       |
| 2022  | Mathieu Dupé              | Titouan Fontaine         | Axel Salvadori      |
| 2023  | Camille Charret           | Alessio Gombaud          | Samuel Serres       |
| 2024  | Camille Charret           | Ellande Larronde         | Luc Royer           |

## Palmarès féminin

### Élites
| Année | Vainqueur               | Deuxième                  | Troisième               |
| ----- | ----------------------- | ------------------------- | ----------------------- |
| 1958  | Renée Vissac            |                           |                         |
| 1959  | Renée Vissac            |                           |                         |
| 1960  | Renée Vissac            |                           |                         |
| 1961  | Renée Vissac            | Andrée Vaudel             |                         |
| 1962  | Gilberte Rocaboy        | Renée Vissac              | Renée Ganneau           |
| 1963  | Renée Ganneau           | Renée Thuin               | Andrée Flageolet        |
| 1964  | Renée Ganneau           | Jacky Barbedette          | Renée Vissac            |
| 1965  | Renée Ganneau           | Renée Vissac              | Jacky Barbedette        |
| 1966  | Jacky Barbedette        | Gisèle Caille             | Renée Vissac            |
| 1967  | Jacky Barbedette        | Marie-Simone Jaudin       | Marie-Jose Simon        |
| 1968  | Jacky Barbedette        | Danièle Piton             | Renée Vissac            |
| 1969  | Geneviève Gambillon     | Marie-Jose Simon          |                         |
| 1970  | Geneviève Gambillon     | Marie-Simone Jaudin       | Dominique Léauté        |
| 1971  | Geneviève Gambillon     | Marie-Simone Jaudin       | Mauricette Carpentier   |
| 1972  | Geneviève Gambillon     | Marie-Claude Louriot      | Dominique Léauté        |
| 1973  | Geneviève Gambillon     | Rejan Cahard              | Annick Chapron          |
| 1974  | Geneviève Gambillon     | Elisabeth Camus           |                         |
| 1975  | Geneviève Gambillon     | Josiane Bost              | Nicole Verzier          |
| 1976  | Geneviève Gambillon     | Josiane Bost              | Nicole Verzier          |
| 1977  | Josiane Bost            | Nicole Verzier            | Chantal Fortier         |
| 1978  | Josiane Bost            | Marie-France Cottenye     | Élisabeth Camus         |
| 1979  | Marie-France Cottenye   | Martine Robert            | Jeannie Longo-Ciprelli  |
| 1980  | Jeannie Longo-Ciprelli  | Martine Robert            | Marie-France Cottenye   |
| 1981  | Jeannie Longo-Ciprelli  | Valérie Simonnet          | Martine Robert          |
| 1982  | Jeannie Longo-Ciprelli  | Martine Robert            | Evelyn Breyton          |
| 1983  | Jeannie Longo-Ciprelli  | Valérie Simonnet          | Cécile Odin             |
| 1984  | Jeannie Longo-Ciprelli  | Cécile Odin               | Virginie Lafargue       |
| 1985  | Jeannie Longo-Ciprelli  | Valérie Simonnet          | Isabelle Nicoloso       |
| 1986  | Jeannie Longo-Ciprelli  | Cécile Odin               | Virginie Lafargue       |
| 1987  | Jeannie Longo-Ciprelli  | Virginie Lafargue         | Isabelle Nicoloso       |
| 1988  | Jeannie Longo-Ciprelli  | Virginie Lafargue         | Cécile Odin             |
| 1989  | Jeannie Longo-Ciprelli  | Catherine Marsal          | Catherine Talon         |
| 1990  | Roselyne Riou-Chalon    | Corinne Le Gal            | Catherine Talon         |
| 1991  | Marion Clignet          | Jeannie Longo-Ciprelli    | Cécile Odin             |
| 1992  | Jeannie Longo-Ciprelli  | Marion Clignet            | Nathalie Gendron        |
| 1993  | Nathalie Gendron        | Isabelle Nicoloso         | Fabienne Pigeonnier     |
| 1994  | Jeannie Longo-Ciprelli  | Sonia Huguet              | Fabienne Pigeonnier     |
| 1995  | Marion Clignet          | Catherine Marsal          | Jeannie Longo-Ciprelli  |
| 1996  | Marion Clignet          | Jeannie Longo-Ciprelli    | Catherine Marsal        |
| 1997  | Catherine Marsal        | Isabelle N'Guyen van Tu   | Cathy Moncassin-Prime   |
| 1998  | Jeannie Longo-Ciprelli  | Cathy Moncassin-Prime     | Isabelle N'Guyen van Tu |
| 1999  | Jeannie Longo-Ciprelli  | Marion Clignet            | Laurence Restoin        |
| 2000  | Marion Clignet          | Jeannie Longo-Ciprelli    | Isabelle Nicoloso       |
| 2001  | Juliette Vandekerckhove | Jeannie Longo-Ciprelli    | Cathy Moncassin-Prime   |
| 2002  | Cathy Moncassin-Prime   | Jeannie Longo-Ciprelli    | Sonia Huguet            |
| 2003  | Juliette Vandekerckhove | Marion Clignet            | Cathy Moncassin-Prime   |
| 2004  | Cathy Moncassin-Prime   | Jeannie Longo-Ciprelli    | Edwige Pitel            |
| 2005  | Jeannie Longo-Ciprelli  | Marina Jaunatre           | Isabelle N'Guyen van Tu |
| 2006  | Cathy Moncassin-Prime   | Pascale Jeuland           | Jeannie Longo-Ciprelli  |
| 2007  | Cathy Moncassin-Prime   | Jeannie Longo-Ciprelli    | Pascale Jeuland         |
| 2008  | Jeannie Longo-Ciprelli  | Cathy Moncassin-Prime     | Audrey Cordon           |
| 2009  | Fiona Dutriaux          | Jeannie Longo-Ciprelli    | Pascale Jeuland         |
| 2010  | Pascale Jeuland         | Aude Biannic              | Fiona Dutriaux          |
| 2011  | Aude Biannic            | Pascale Jeuland           | Jeannie Longo           |
| 2012  | Aude Biannic            | Fiona Dutriaux            | Audrey Cordon           |
| 2013  | Pascale Jeuland         | Fiona Dutriaux            | Audrey Cordon           |
| 2014  | Pascale Jeuland         | Élise Delzenne            | Coralie Demay           |
| 2015  | Élise Delzenne          | Marion Borras             | Laurie Berthon          |
| 2016  | Élise Delzenne          | Coralie Demay             | Pascale Jeuland         |
| 2017  | Coralie Demay           | Marion Borras             | Lucie Lahaye            |
| 2018  | Coralie Demay           | Pascale Jeuland-Tranchant | Marion Borras           |
| 2019  | Coralie Demay           | Marion Borras             | Valentine Fortin        |
| 2021  | Kristina Nenadovic      | Daphnée Hoebanckx         | Marion Colard           |
| 2022  | Jade Labastugue         | Marie Patouillet          | Cindy Pomares           |
| 2023  | Valentine Fortin        | Marion Borras             | Jade Labastugue         |
| 2024  | Marion Borras           | Valentine Fortin          | Victoire Berteau        |
| 2025  | Marion Borras           | Mélanie Dupin             | Elina Cabot             |

### Juniors
| Année | Vainqueur               | Deuxième           | Troisième            |
| ----- | ----------------------- | ------------------ | -------------------- |
| 1990  | Maryline Salvetat       |                    |                      |
| 1991  | Maryline Salvetat       |                    |                      |
| 1992  | Maryline Salvetat       |                    |                      |
| 1994  | Cathy Moncassin-Prime   |                    |                      |
| 1997  | Fanny Jouvin            |                    |                      |
| 1998  | Fanny Jouvin            |                    |                      |
| 1999  | Juliette Vandekerckhove | Adeline Le Borgne  | Delatre              |
| 2000  | Juliette Vandekerckhove | Adeline Le Borgne  | Mélissa Seurin       |
| 2001  | Marie Pommard           |                    |                      |
| 2002  | Marie Pommard           | Bénédicte Dutertre | Marie-Laure Cloarec  |
| 2003  | Bénédicte Dutertre      |                    |                      |
| 2004  | Pascale Jeuland         | Emmanuelle Merlot  | Angélique Aldana     |
| 2005  | Pascale Jeuland         | Nathalie Mousques  | Honorine Martin      |
| 2006  | Fiona Dutriaux          |                    |                      |
| 2007  | Fiona Dutriaux          | Audrey Cordon      | Margot Ortega        |
| 2008  | Margot Ortega           | Aude Biannic       | Roxane Fournier      |
| 2009  | Roxane Fournier         | Laurène Dendauw    | Marion Rousse        |
| 2010  | Eugénie Duval           | Coralie Demay      | Valentine Morin      |
| 2011  | Eugénie Duval           | Valentine Morin    | Iris Sachet          |
| 2012  | Manon Bourdiaux         | Coralie Sero       | Elise Raulline       |
| 2013  | Hélène Gérard           | Manon Bourdiaux    | Margot Dutour        |
| 2014  | Marion Borras           | Alphanie Midelet   | Soline Lamboley      |
| 2015  | Marion Borras           | Typhaine Laurance  | Pauline Clouard      |
| 2016  | Clara Copponi           | Pauline Clouard    | Typhaine Laurance    |
| 2017  | Clara Copponi           | Valentine Fortin   | Marie Le Net         |
| 2018  | Maryanne Hinault        | Léa Dayde          | Floriane Huet        |
| 2019  | Kristina Nenadovic      | Maylis Sarron      | Maïtena Aguer        |
| 2021  | Jade Labastugue         | Bénédicte Ollier   | Lara Lallemant       |
| 2022  | Doriane Kaufmann        | Ambre Radadi       | Maurène Trégouët     |
| 2023  | Elyne Roussel           | Elina Cabot        | Aurélie de Guerdavid |
| 2024  | Mélanie Dupin           | Elina Cabot        | Léane Tabu           |

## Sources
- Championnat de France de poursuite sur memoire-du-cyclisme.eu
- Championnat de France de poursuite sur siteducyclisme.com
- Championnat de France de poursuite amateurs sur siteducyclisme.com